# 阿森松岛屿委员会
阿森松岛屿委员会（英語：Ascension Island Council）是英国属地圣赫勒拿、阿森松和特里斯坦-达库尼亚三个组成部分之一的阿森松岛的咨询机构，设于乔治敦。岛屿委员会实行一院制。岛屿委员会有11名或13名委员，其中6名或8名由直接选举产生，任期3年，3名由阿森松行政长官任命，2名是当然委员。阿森松行政长官制定法律必须与阿森松岛屿委员会协商，岛屿委员会无权反对行政长官的决定，但可以向英国政府提起上诉。